# بيتي أونغ
كانت بيتي آن أونغ (5 فبراير 1956 – 11 سبتمبر 2001)، مضيفة طيران أمريكية على متن الخطوط الجوية الأمريكية الرحلة 11، وهي الطائرة الأولى التي اختطفت خلال هجمات 11 سبتمبر. وبعد وقت قصير من اختطاف الطائرة أبلغت أونغ طاقم طائرة الخطوط الجوية الأمريكية على الأرض بحادث الاختطاف وبقيت على الهاتف لمدة 25 دقيقة ونقلت معلومات حيوية أدت في النهاية إلى إغلاق المجال الجوى من قبل إدارة الطيران الفيدرالية لأول مرة في تاريخ الولايات المتحدة.

## روابط خارجية
- بيتي أونغ على موقع IMDb (الإنجليزية)